# کم (ترانه فلو رایدا)
«کم» (به انگلیسی: Low) نخستین ترانه از رپر اهل ایالات متحده آمریکا فلو رایدا و با همراهی تی-پین است. این ترانه به رتبه اول در جدول ۱۰۰ آهنگ داغ بیلبورد ایالات متحده آمریکا رسید و به برترین تک‌آهنگ ۲۰۰۸ میلادی از نظر تجاری و عملکرد تبدیل شد.
این تک‌آهنگ در چارت‌های ایالات متحده، کانادا، استرالیا و نیوزلند در رتبه اول و در چارت‌های، دانمارک، فنلاند، فلاندرز، اتریش و بریتانیا جزو ده ترانه اول قرار گرفت.